# Sokolac
 Ovo je glavno značenje pojma Sokolac. Za druga značenja pogledajte Sokolac (razdvojba).
Sokolac je grad i općina u Bosni i Hercegovini.

## Zemljopis
Općina se prostire na Glasinačkoj visoravni u podnožju planine Romanije i ima površinu od 729 km2. Administrativno je podijeljena na 10 mjesnih zajednica s 80 naselja u kojima živi oko 15.500 stanovnika. Sokolac se nalazi u središtu Glasinca, na nadmorskoj visini od 870 metara. Ova visoravan s prostranim livadama i pašnjacima okružena je četinarskim šumama i vrhovima Romanije, Bogovićke planine, Gradine, Rabra, Crnog vrha, Kopita, Kratelja. Sokolac je značajno prometno raksrižje magistralnih puteva od Sarajevu prema Beogradu, Užicu ili Jadranskom moru. 

## Stanovništvo
Po posljednjem službenom popisu stanovništva iz 1991. godine, općina Sokolac imala je 14.883 stanovnika raspoređenih u 88 naselja.
| Stanovništvo općine Sokolac |                  |                |                  |
| godina popisa               | 1991.            | 1981.          | 1971.            |
| Srbi                        | 10.195 (68,50 %) | 9743 (63,75 %) | 11.006 (64,53 %) |
| Muslimani                   | 4493 (30,18 %)   | 4817 (31,52 %) | 5790 (33,95 %)   |
| Hrvati                      | 19 (0,12 %)      | 57 (0,37 %)    | 128 (0,75 %)     |
| Jugoslaveni                 | 83 (0,55 %)      | 477 (3,12 %)   | 23 (0,13 %)      |
| ostali i nepoznato          | 93 (0,62 %)      | 187 (1,22 %)   | 106 (0,62 %)     |
| ukupno                      | 14.883           | 15.281         | 17.053           |

#### Sokolac (naseljeno mjesto), nacionalni sastav
| Sokolac            |                |                |                |
| godina popisa      | 1991.          | 1981.          | 1971.          |
| Srbi               | 5182 (93,16 %) | 3211 (87,99 %) | 2256 (91,55 %) |
| Muslimani          | 262 (4,71 %)   | 140 (3,83 %)   | 107 (4,34 %)   |
| Hrvati             | 10 (0,17 %)    | 34 (0,93 %)    | 43 (1,74 %)    |
| Jugoslaveni        | 47 (0,84 %)    | 224 (6,13 %)   | 16 (0,64 %)    |
| ostali i nepoznato | 61 (1,09 %)    | 40 (1,09 %)    | 42 (1,70 %)    |
| ukupno             | 5562           | 3649           | 2464           |

## Naseljena mjesta
Baltići, Bandin Odžak, Banja Lučica, Barnik, Bećari, Bereg, Bijela Voda, Bjelasovići, Bjelosavljevići, Borovac, Brejakovići, Bukovik, Cvrčići, Čavarine, Čitluci, Donje Babine, Donje Gire, Donji Drapnići, Donji Kalimanići, Džindići, Đedovci, Gazivode, Gornji Kalimanići, Gornji Poretak, Grbići, Hrastišta, Imamovići, Jabuka, Jasik, Kadića Brdo, Kalauzovići, Kaljina, Kazmerići, Klečkovac, Knežina, Košutica, Kruševci, Kula, Kusače, Kuti, Mandra, Mangurići, Margetići, Medojevići, Meljine, Mičivode, Miletci, Miletine, Nehorići, Nepravdići, Novo Selo, Novoseoci, Ozerkovići, Parževići, Pavičići, Pediše, Pihlice, Pobratci, Podkrajeva, Podromanija, Preljubovići, Prinčići, Pusto Selo, Ravna Romanija, Rijeća, Rudine, Selišta, Sijerci, Smrtići, Sokolac, Sokolovići, Šahbegovići, Šenkovići, Širijevići, Točionik, Turkovići, Vidrići, Vraneši, Vrapci, Vražići, Vrhbarje, Vrhovina, Vrutci, Vukosavljevići, Zagrađe, Žljebovi, Žulj i Žunovi.

## Povijest
Na području glasinačke visoravni nalazi se najveća nekropola iz mlađeg kamenog doba u Europi.
1985. izmjerena je najniža temperatura u Sokolcu i u cijeloj Bosni i Hercegovini ikad: -34,6 Celzijevih stupnjeva.

## Gospodarstvo
Desetljećima je nosilac gospodarskog razvoja u Sokocu bila drvna industrija. Pored kapaciteta za primarnu i finalnu preradu drveta, u Sokocu su izgrađene i pogoni u metalnoj industriji (Tvornica kotrljajnih ležaja), tekstilnoj i kožarskoj industriji (proizvodnja tepiha, dječje konfekcije i dijelova obuće), građevinarstvu i trgovini, a posljednjih godina u ekspanziji je i tzv. mala privreda.

## Poznate osobe
- Halid Bešlić, pjevač
- Milanko Renovica, političar
- Miloš Djurković, nogometaš

## Spomenici i znamenitosti
Manastir sv. Bogorodice Djeve u Knežini, sagrađen na temelju stare drvene crkve, koja potječe iz 15. stoljeća.

## Šport
- FK Glasinac Sokolac, nogometni klub